# Protogyrinus sculpturatus
Protogyrinus sculpturatus là một loài bọ cánh cứng trong họ van Gyrinidae. Loài này được Mjoeberg miêu tả khoa học năm 1905.